# Francesco Maria Spinola
Francesco Maria Spinola (Genova, 1659 – Aranjuez, 15 maggio 1727) è stato un nobile e militare italiano, 3º duca di San Pietro in Galatina, principe di Molfetta e duca di Sabbioneta.

## Biografia
Era figlio di Giovanni Filippo Spinola (Genova, 1610-1660), 2º duca di San Pietro in Galatina, e di Veronica Spinola (Genova, 1628-1689).
Nel 1681 prestò servizio nell'esercito spagnolo a Milano. Nel 1693 acquistò dagli spagnoli il territorio di Sabbioneta, che tenne fino al 1703, ottenendo così il titolo di duca di Sabbioneta (titolo concesso dal Re di Spagna ma non riconosciuto dell'Imperatore che riconosceva i diritti dei principi  Gonzaga di Sabbioneta e Bozzolo), perso poi nel 1703 durante la guerra di successione spagnola. 
Nel 1696 si ritirò dalla attività militare per seguire in Italia il feudo acquisito. Nonostante la lunga assenza, nel 1705 venne nominato tenente generale dell'esercito e combatté nella battaglia di Cassano d'Adda (1705), nella battaglia di Calcinato (aprile 1706) e nella battaglia di Castiglione (settembre 1706). Nel 1709 fece rientro alla corte spagnola e il re Filippo V lo nominò gentiluomo di camera e precettore del figlio Carlo.
Morì nel 1727 nel Palazzo Reale di Aranjuez, in Spagna.

## Discendenza
Francesco Maria sposò in prime nozze nel 1675 Isabella Spinola (1656-1700), figlia di Paolo Spinola Doria. Dal matrimonio nacquero tre figli:
- Giovanni Filippo (1679-1742), duca di San Pietro in Galatina, sposò Maria Isabel Torquata de Contreras y Toledo
- Luca (1680-1750), sposò Maria Luisa de Menezes y Silva
- Gerolama (1682-?), sposò Pietro Maria VI Rossi di San Secondo

Francesco Maria sposò a Parigi in seconde nozze nel 1704 Maria Teresa Colbert de Croissy (1682-1769), figlia di Charles Colbert de Croissy (1629-1696). La coppia non ebbe figli.